# Olaguer Reynals
Olaguer Reynals fue un comerciante catalán que, afincado en la argentina de Buenos Aires, tuvo una destacada actuación en la defensa contra las Invasiones Inglesas.

## Biografía
Olaguer Reynals, de profesión comerciante, llegó al Río de la Plata a fines del siglo XVIII. 
Si bien es probable que su objetivo fuera establecerse en Chile, como se desprende del expediente de solicitud de licencia de embarque presentado por su esposa el 20 de junio de 1792 para que se la autorizara a "pasar al reino de Chile, en compañía de su hijo Tomás, a reunirse con su marido", Reynals se instaló finalmente en Buenos Aires. 
Allí formó una sociedad denominada "Reynals, Puyá y Vilardaga" con asiento en las ciudades de Barcelona, Bilbao y Buenos Aires para efectuar viajes regulares a América con transporte de mercaderías. 
Al producirse las Invasiones Inglesas en 1806, gastó grandes sumas para la defensa de la ciudad. Al crearse cuerpos de milicias en previsión de un nuevo ataque, junto a Jaime Nadal y Guarda, Jaime Llavallol y Juan Larrea solicitó y obtuvo la encomienda de organizar del batallón de Catalanes o Miñones, o Tercio de Miñones de Cataluña, del cual redactó las ordenanzas y diseñó el uniforme.

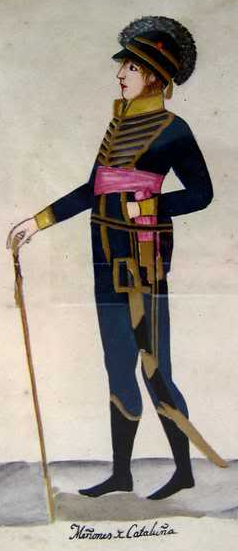
Oficial de Miñones.

El tercio estuvo al mando de Jaime Nadal y Guarda mientras que Reynals fue designado como segundo comandante pero pronto asumió la jefatura.
Iniciada la segunda invasión inglesa al Río de la Plata, durante las primeras operaciones del ataque a Buenos Aires llevadas a cabo el 2 de julio de 1807, dos compañías de Miñones participaron del Combate de Miserere.
Al efectuarse el asalto británico a Buenos Aires, los soldados del Tercio de Miñones se hallaban distribuidos en las divisiones Derecha y Centro.
En 1808 el cabildo de Buenos Aires lo eligió regidor y alférez real. En ese último carácter resultó protagonista en ocasión de la jura de Fernando VII de España, gastando 16 000 pesos de su peculio en la fiesta que siguió, y que se extendió por varios días. Para tal ocasión, llegó a fabricar en Santiago 1500 medallas conmemorativas de plata y 100 de oro.
El 1 de enero de 1809 participó del motín liderado por Martín de Álzaga, y tras su fracaso fue desterrado a Carmen de Patagones con Álzaga, Francisco Neyra y Arellano, Juan Antonio de Santa Coloma y Esteban Villanueva. Considerado víctimas de la lealtad española fue rescatado posteriormente por el rebelde gobernador de Montevideo Francisco Javier de Elío por medio de la nave Descubierta y se refugió con sus compañeros en Montevideo, donde "empezóse a oír en aquella plaza un lenguaje descomedido de los españoles europeos contra Liniers y las tropas de esta capital".
El 13 de enero de 1809 la Junta Suprema de Sevilla había dispuesto premiar a los oficiales de los distintos cuerpos milicianos de Buenos Aires reconociendo los grados militares que se les había otorgado, recibiendo Reynals el nombramiento de teniente coronel de urbanos.
Indultado por el nuevo virrey Baltasar Hidalgo de Cisneros, regresó a Buenos Aires. Asistió al cabildo abierto del 22 de mayo de 1810 en el cual adhirió al voto del oidor Manuel de Reyes, por la permanencia de Cisneros.
Instalado el gobierno patriota, la situación de Reynals en Buenos Aires se hizo insostenible. En 1811 pidió permiso para trasladarse a Chile con su familia pero le fue negado.
Dejando a su familia en la ciudad, consiguió huir y pasar a Chile y el 2 de julio de 1812 logró escapar por Atacama a Perú "todo desnudo por habérsele imposibilitado la ropa que tenía puesta cuando dejó la casa".
En Lima se le sumó su hijo Tomás y se asoció con Pedro Nolasco Chopitea. Tras adquirir con su socio la fragata Resolución partió de El Callao con mercaderías el 14 de abril de 1813 arribando a Cádiz el 2 de septiembre. Dos meses después murió uno de sus hijos a raíz de una epidemia que asolaba ese puerto.
El 26 de diciembre zarpó junto a dos goletas portuguesas y una inglesa pero fueron apresados por dos fragatas francesas a la altura de las islas de Cabo Verde. Cuando la Resolución estaba a punto de ser echada a pique fue rescatada por dos goletas inglesas. La Resolución continuó su viaje hacia Río de Janeiro adonde arribó en febrero de 1814, reanudando viaje al Callao, donde arribó el 5 de julio de ese año.
Decidido a abandonar América inició la liquidación de sus bienes y mientras se efectuaba y preparaba el último viaje de la Resolución que debía recoger a su mujer Teresa Bruguera, y a su hija en Montevideo, el 4 de octubre de 1814 partió del Callao en la fragata Castilla.
En España solicitó al rey el grado de coronel del ejército y la cruz de alguna orden militar en mérito de sus servicios pero no acompañó documentación respaldatoria por haberla perdido en el ataque a su nave. El ministerio de Guerra le respondió que precisaba los comprobantes de los jefes a los que había servido, por lo que escribió a Elío residente entonces en Valencia, quien le remitió los certificados que le correspondían para que los enviase a Gaspar de Vigodet en Madrid. Vigodet apoyó su gestión y obtuvo la firma del correspondiente decreto, pero la acción administrativa fue nuevamente detenida hasta que se acreditara la conducta de Reynals durante la revolución de Mayo. Mientras esperaba los resultados del trámite y la llegada de su familia, se trasladó a Cádiz.
No obstante, Vigodet debió trasladarse a Río de Janeiro y la Resolución arribó sin su familia. Reynals decidió ir a buscarlos en persona, presentando un nuevo memorial al rey insistiendo en que se definiera su pedido, pero se le exigió la presentación de copia del título de teniente coronel.
En febrero de 1816 su fragata estaba lista para partir a El Callao pero al tenerse noticias de que corsarios argentinos operaban sobre su ruta debió regresar a puerto hasta que el Tribunal del Consulado le acordase la salida, lo que sucedió el 19 de ese mes y año.
El 28 de mayo Reynals arribó a Valparaíso donde lo esperaba su familia. Debió demorarse allí por las dificultades en vender las mercaderías, la falta de vientos favorables y por el casamiento de su hija con Joaquín Alvizu (oriundo
de Guipúzcoa). Salió de Valparaíso el 23 de septiembre en convoy con la fragata El Aguila para llegar a Arica, que también encontró abarrotada de mercaderías y donde tuvo un serio incidente con una fragata inglesa que la detuvo por la artillería que montaba su navío.
El 8 de octubre llegó a El Callao y Reynals pasó a Lima para liquidar sus cuentas. Acordó la disolución de su sociedad con Chopitea en un plazo de seis meses pero pronto empezaron los problemas al no ponerse de acuerdo en los valores de los activos, especialmente en lo que respecta a la fragata cuya parte Reynals estimaba en 50000 pesos.
Al tener noticias de sus agentes en Cádiz de que el ministerio insistía con la copia de su grado, el 13 de febrero de 1817 escribió ordenando que suspendieran toda gestión hasta que regresara a España manifestando que "otros muchos de inferiores servicios han logrado colocarse de efectivos en los regimientos de ambos mundos, y con mayores grados que los que obtenían, y entre ellos veo algunos que habiendo sido subalternos míos se hallan colocados en los regimientos de capitanes, tenientes coroneles y coroneles con sueldo efectivo, y no pidiendo yo más que el grado que se me ha negado hasta la fecha".
Mientras resolvía su situación societaria, regresó la Resolución con noticias de que el ejército argentino al mando del general José de San Martín se organizaba en la provincia de Mendoza para cruzar la cordillera de los Andes y liberar Chile. Pronto, llegaron las noticias de la victoria patriota en la batalla de Chacabuco y en las urgentes medidas defensivas que siguieron la Resolución fue embargada y partió a Panamá.
La pérdida de Chile, donde Chopitea tenía fuertes intereses, los riesgos de embargo y las dificultades del comercio llevaron a Reynals a disolver sin más la sociedad aceptando la suma de 40000 pesos al contado y dando el resto por perdido. Anunció a sus agentes en España su regreso para agosto, suponiendo que en esa fecha estaría de regreso la Resolución. Sin embargo los acontecimientos políticos le tornaron imposible el regreso a su país y debió permanecer en Lima, donde falleció en 1829.